# Репрезентативный агент
Репрезентативный агент — используемое в макроэкономике (в частности в моделях экономического роста) понятие, обозначающее экономического агента (домохозяйство или фирму), оптимизационное поведение которого эквивалентно суммарному поведению совокупности всех экономических агентов (соответственно домохозяйств или фирм) в экономике.
Использование концепции репрезентативного агента позволяет свести моделирование равновесного поведения множества агентов к оптимизационному поведению одного единственного агента, соответственно, упростить соответствующие макроэкономические модели и их анализ.

## Репрезентативное домохозяйство
Репрезентативное домохозяйство — (усредненное) домохозяйство, предпочтения которого при рациональном поведении (задача потребителя), приводят к таким решениям об уровне потребления и сбережения, что они эквивалентны совокупному потреблению (спросу) и сбережениям всех домохозяйств в экономике (если в качестве бюджетного ограничения использовать агрегированное бюджетное ограничение по экономике в целом).
Предположение о существовании репрезентативного домохозяйства позволяет рассматривать равновесие как решение единственной задачи максимизации, вместо моделирования равновесного поведения всех домохозяйств в экономике. Это концепция так называемого позитивного репрезентативного домохозяйства. Более сильная концепция нормативного репрезентативного домохозяйства предполагает возможность использования функции полезности этого домохозяйства для сравнения благосостояния в экономике. Это означает, что оптимальное по Парето состояние экономики является решением задачи потребителя для репрезентативного домохозяйства.

### Существование репрезентативного домохозяйства
Репрезентативное домохозяйство в экономике существует, если экономика может быть описана так, как будто в равновесии агрегированное потребление в ней совпадает с оптимизационным выбором единственного (репрезентативного) домохозяйства.
Репрезентативное домохозяйство, очевидно, существует в экономике, в которой все домохозяйства идентичны. В этом случае оно также является нормативным репрезентативным домохозяйством. В общем случае разнородных домохозяйств существование репрезентативного домохозяйства зависит от характера предпочтений этих домохозяйств.
Известно, что функция индивидуального избыточного спроса удовлетворяет слабой аксиоме выявленных предпочтений и имеет отрицательно полуопределенную матрицу Слуцкого, в то время как функция совокупного избыточного спроса не обязательно обладает этими свойствами. Поэтому функция совокупного избыточного спроса не может быть представлена как решение задачи максимизации единственного домохозяйства без дополнительных ограничений на вид предпочтений.

### Предпочтения Гормана
Теорема Гормана об агрегировании утверждает, что если предпочтения домохозяйств таковы, что косвенная функция полезности каждого домохозяйства может быть представлена в виде (в том числе посредством некоторого монотонного преобразования): {\displaystyle \nu _{i}(p,w_{i})=a_{i}(p)+b(p)w_{i}}, где Невозможно разобрать выражение (SVG (MathML можно включить с помощью плагина для браузера): Недопустимый ответ («Math extension cannot connect to Restbase.») от сервера «http://localhost:6011/ru.wikipedia.org/v1/»:): {\displaystyle p}
-вектор цен, {\displaystyle w_{i}} — доход i-го домохозяйства, {\displaystyle a_{i}(p),b(p)} — некоторые функции (причем принципиально, что {\displaystyle b(p)} одинакова для всех домохозяйств), то такие предпочтения могут быть агрегированы и представлены как предпочтения репрезентативного домохозяйства с косвенной функцией полезности:
{\displaystyle \nu (p,w)=a(p)+b(p)w}, где {\displaystyle a(p)=\sum _{i=1}^{n}a_{i}(p),w=\sum _{i=1}^{n}w_{i}} — совокупный доход в экономике.
Такие предпочтения называют предпочтениями Гормана (по имени В.М. (Тернеса) Гормана, который одним из первых изучал возможнось агрегирования предпочтений и предложил такой вид предпочтений). Предпочтения Гормана соответствуют ситуации, когда кривые Энгеля всех домохозяйств являются линейными с одним и тем же наклоном (это легко показать исходя из вида косвенной функции полезности и тождества Роя). В экономике с предпочтениями Гормана вид функции агрегированного спроса на различные товары не изменяется при любом перераспределении доходов или запасов между домохозяйствами (это существование репрезентативного домохозяйства в сильной форме).
При предпочтениях Гормана существует нормативное репрезентативное домохозяйство, то есть любое распределение ресурсов, максимизирующее полезность репрезентативного домохозяйства, является оптимальным по Парето. Если в косвенной функции полезности Гормана, функции {\displaystyle a_{i}(p)} не зависят от цен, то есть {\displaystyle a_{i}(p)=a_{i}}, то в такой экономике любое оптимальное по Парето распределение ресурсов является максимумом функции полезности репрезентативного домохозяйства (в общем случае могут существовать теоретически оптимальные по Парето распределения ресурсов, которые не являются максимумом функции полезности репрезентативного домохозяйства).

#### Пример предпочтений Гормана
Многие из часто используемых в макроэкономике типов предпочтений являются частным случаем предпочтений Гормана. В частности, предпочтения достаточного общего характера, описываемые функцией полезности с одинаковой для всех домохозяйств постоянной эластичностью замещения (ПЭЗ, CES), называемые иногда предпочтениями Диксита-Стиглица, имеющей вид:
{\displaystyle U(x_{1},...,x_{k})={\Bigl [}\sum _{j=1}^{k}(x_{j}-\mu _{j})^{\sigma -1 \over \sigma }{\Bigl ]}^{\sigma  \over \sigma -1}}
приводят к косвенной функции полезности следующего вида:
{\displaystyle \nu _{i}(p,w_{i})={\frac {-\sum _{j=1}^{k}p_{j}\mu _{j}^{i}+w_{i}}{{\Bigl [}\sum _{j=1}^{k}p_{j}^{1-\sigma }{\Bigl ]}^{1 \over 1-\sigma }}}}
поэтому косвенная функция полезности для экономики в целом (репрезентативного домохозяйства) будет иметь вид:
{\displaystyle \nu (p,w)={\frac {-\sum _{j=1}^{k}p_{j}\mu _{j}+w}{{\Bigl [}\sum _{j=1}^{k}p_{j}^{1-\sigma }{\Bigl ]}^{1 \over 1-\sigma }}}}, где {\displaystyle \mu _{i}=\sum _{i=1}^{n}\mu _{j}^{i},w=\sum _{i=1}^{n}w_{i}}
Эта косвенная функция полезности соответствует обычной функции полезности ПЭЗ репрезентативного домохозяйства.

### Горизонт планирования
Наряду с проблемой существования репрезентативного домохозяйства при моделировании экономического роста возникает также проблема горизонта планирования, связанного с конечностью жизни отдельно взятых индивидов.
В большинстве моделей экономического роста предполагается бесконечный горизонт планирования. Обоснование использования такого подхода может быть различным. Один из подходов заключается в использовании пуассовновской модели смерти (модель вечной молодости), согласно которой в любой момент времени имеется одинаковая вероятность смерти индивида. В этом случае ожидаемая полезность будет в рамках стандартной сепарабельной межвременной функции полезности будет иметь такой же вид сепарабельной межвременной функции полезности с бесконечным горизонтом планирования и с фактором дисконтирования, скорректированным на вероятность смерти.
Другое обоснование заключается в альтруизме между поколениями, когда индивид с некоторым дисконтом включает в функцию полезности как свое потребление (при жизни), так и потребление потомка (после своей смерти), включающего также полученное последним наследство. Соответствующая оптимизационная задача при альтруистических предпочтениях также сводится к задаче максимизации сепарабельной межвременной функции полезности с бесконечным горизонтом планирования.

## Репрезентативная фирма
Репрезентативная фирма — (усредненная) фирма, технологическое множество и оптимизационное поведение (множество максимизирующего прибыль чистого предложения) которой эквивалентны совокупному технологическому множеству и совокупной функции чистого предложения всех фирм в экономике.
Условия существования репрезентативной фирмы менее строгие по сравнению с репрезентативным домохозяйством. Доказано, что в экономике с совершенной конкуренцией на всех рынках (когда цены определяются экзогенно) и с отсутствием производственных экстерналий существует репрезентативная фирма с технологическим множеством и множеством максимизирующего прибыль чистого предложения товаров, такой, что для любого вектора цен, вектор чистого предложения репрезентативной фирмы является максимизирующим прибыль тогда и только тогда, когда его можно представить как сумму некоторых векторов чистого выпуска отдельных фирм, максимизирующих их прибыль.

## Ограничение концепции
В микроэкономике существует ряд результатов, которые ограничивают применимость концепции репрезентативного агента в моделях общего равновесия. Таким результатом является, в частности, теорема Зонненшайна – Мантела – Дебре.